# Michele Perniola
Michele Perniola (nascido em 6 de setembro de 1998) é um cantor italiano, mais conhecido por representar San Marino no Festival Eurovisão da Canção Júnior 2013 com sua música "O-o-O Sole Intorno a Me" ("O-o-O Sunlight all Around Me"). Irá representar San Marino no Festival Eurovisão da Canção 2015, juntamente com Anita Simoncini, com a música  "Chain of Lights".

## Discografia

### Singles
| Ano  | Título                                                     | Álbum           |
| ---- | ---------------------------------------------------------- | --------------- |
| 2013 | "O-o-O Sole Intorno a Me" ("O-o-O Sunlight all Around Me") | Não álbum único |
| 2015 | "Chain of Lights" (com Anita Simoncini)                    | Não álbum único |